# Queen's University AFC
Queen's University Association Football Club är ett nordirländskt fotbollslag och spelar i NIFL Championship. Fotbollsklubb grundades 1910. 

## Meriter
- NIFL Championship[1]
  - Vinnare (0):
- Irish Cup[2]
  - Vinnare (0):
- Irish League Cup[3]
  - Vinnare (0):

## Trikåer
Hemmakit
| Hemmaställ | Hemmaställ | Hemmaställ |

## Placering tidigare säsonger
| Säsong  | Nivå | Liga                             | Placering | Referens | Notering                                         |
| ------- | ---- | -------------------------------- | --------- | -------- | ------------------------------------------------ |
| 2010/11 | 3    | NIFL Premier Intermediate League | 5         | [ 4 ]    |                                                  |
| 2011/12 | 3    | NIFL Premier Intermediate League | 5         | [ 5 ]    |                                                  |
| 2012/13 | 3    | NIFL Premier Intermediate League | 7         | [ 6 ]    |                                                  |
| 2013/14 | 3    | NIFL Premier Intermediate League | 3         | [ 7 ]    |                                                  |
| 2014/15 | 3    | NIFL Premier Intermediate League | 9         | [ 8 ]    |                                                  |
| 2015/16 | 3    | NIFL Premier Intermediate League | 7         | [ 9 ]    |                                                  |
| 2016/17 | 3    | NIFL Premier Intermediate League | 8         | [ 10 ]   |                                                  |
| 2017/18 | 3    | NIFL Premier Intermediate League | 2         | [ 11 ]   |                                                  |
| 2018/19 | 3    | NIFL Premier Intermediate League | 1         | [ 12 ]   | Uppflyttad till NIFL Championship                |
| 2019/20 | 2    | NIFL Championship                | 9         | [ 12 ]   | (pandemin)                                       |
| 2020/21 | 2    | NIFL Championship                | x         | [ 13 ]   | (pandemin)                                       |
| 2021/22 | 2    | NIFL Championship                | 12        | [ 14 ]   | Nedflyttad till NIFL Premier Intermediate League |